# 1950 en Bretagne
 Chronologie de la Bretagne
- 1946
- 1947
- 1948
- 1949
- 1950
- 1951
- 1952
- 1953
- 1954

Cette page recense des événements qui se sont produits durant l'année 1950 en Bretagne.

## Société

### Décès
- 14 janvier : Octave-Louis Aubert, journaliste, écrivain et éditeur. Il a écrit des poésies et des pièces de théâtre, écrit et publié de nombreux ouvrages illustrés par des artistes de premier plan concernant la Bretagne. Il a joué un rôle important dans la structuration des syndicats d'initiatives de sa région d'adoption Saint-Brieuc et dans les débuts de son développement touristique. En accordant un appui éditorial et matériel aux artistes bretons réunis dans le mouvement des Seiz Breur, il a apporté sa contribution au mouvement régionaliste breton de l'entre-deux-guerres[1].

## Politique
- 22 juillet : création du Comité d'étude et de liaison des intérêts bretons (CELIB) par un groupe de personnalités dont René Pleven, Joseph Halléguen et Joseph Martray[2].

## Culture

### Langue bretonne
- Grâce à une proposition du député finistérien Pierre Hervé, la loi Deixonne reconnait le droit des langues régionales de France à être enseignées[3].